# Chopper (banda)
Chopper es una banda uruguaya de heavy metal activa entre 1989 y 2002. La banda regresó para dos shows el 13 y 14 de abril de 2013 en La Trastienda. La formación para este evento fue: Fabián Furtado, Ernesto Ferraro, Federico Sanguinetti, Luis D'angelo y Leonardo Rodríguez.

## Historia
Durante la dictadura nació Ácido, la primera banda uruguaya asociada al Heavy Metal, estaba influenciada por Riff y con el Varo (Álvaro Coll) a la cabeza (el Varo fue luego conductor de la Radio X y ayudó a la difusión del rock).
Marcelo, quien fuera el líder de Cross se hizo en ese ámbito.
En septiembre de 1985, en el Centro de Vendedores de Plaza y Viajantes toca Cross, Moby Dick y debuta Alvacast.
Luego continúan sus presentaciones en el Clúb Húngaro, lugar que se convirtió en esa época en el búnker del metal uruguayo.
Ya a fines de 1986, el Montevideo Rock I, permite la presencia del género con los representantes: Cross, Ácido y Alvacast. Aunque esto no hizo que se abrieran las puertas sino que a excepción de El Templo del Gato, el heavy siguió siendo un ámbito cerrado.
Ácido aún tiene un contrato incumplido por la editora para un LP, Cross debió esperar hasta 1991 para la grabación de su LP "Solo quiero salir de aquí". Alvacast fue el que apoyado por Orfeo en 1987 saca su primer LP, "Al borde del abismo"; el primero del metal uruguayo todo.
De esa época solo quedan las recopilaciones Metal Revistado 1984 - 1994 de Daniel Renna y Material Descartable Enrique Pereyra, así como un mar de demos mal grabados que sonaron en algunas radios comunitarias y gracias a Álvaro Coll y Mario Gallinares en un par de radios. En televisión solo se contaba con algunos ciclos de Ernesto Sclavo en el programa Toda la Música y Ruta 66.
Ya en 1992 salen a la luz otras bandas: Sátrapa, Ossuary y luego Legend, Barbarie y Senda Negra, esta última contaba con el chelista de la Filarmónica Municipal
Esa era la realidad para el Metal en Uruguay cuando Chopper graba su homónimo
El disco comienza con un riff que recuerda a la banda Pantera en el tema Siendo Como Soy
En 1995, la banda sufre la salida de Federico Sanguinetti y Luis D'Angelo, integrándose Diego García (ex Abside) en bajo y luego Gabriel Brikman en guitarra. 
En el 2012 se anunció una reunión de Chopper (primer disco), para los días 13 y 14 de abril de 2013.
En el 2014 anunció la salida de un nuevo disco llamado "hechos consumados" para octubre de ese año.

## Integración
1989 - 1992
- Robert Pereyra - voz
- Alfredo Casaravilla - guitarra
- Luis D' angelo - bajo
- Leonardo Rodríguez - batería
- Ernesto Ferraro - guitarra

1992 - 1995
- Fabián Furtado - voz
- Federico Sanguinetti - guitarra
- Luis D' angelo - bajo
- Leonardo Rodríguez - batería

1995 - 2002
- Fabián Furtado - voz
- Gabriel Brikman - guitarra
- Diego García - bajo
- Leonardo Rodríguez - batería

2013 - presente
- Fabián Furtado - voz
- Ernesto Ferraro - guitarra
- Federico Sanguinetti - guitarra
- Luis D' angelo - bajo
- Leonardo Rodríguez - batería

## Discografía
- Chopper (1993)
- Sangrando (Ayuí / Tacuabé ae171cd. 1997)
- Cortes (Bizarro Records. 2007)
- Hechos Consumados (2014)

### Colectivos
- Metal Uruguayo Revistado (Recopilatorio de una década de metal uruguayo que reúne bandas como Alvacast, Inner Sanctum, Cross, Ácido, o Graff Spee entre otros.. 1994)
- Extrañans Visiones (Participó haciendo el tema Torturador, junto con La Tabaré Riverock Banda, La Trampa, Peyote Asesino, Shock, El conde de Saint Germain, Eduardo Darnauchans, La celda, Kongo Bongo, Claudio Taddei, Spanglish Trax, Buenos Muchachos, Traidores y The Supersónicos. 1995)
- Tributo a V8 - V8 no murió (Participó realizando el tema Deseando Destruir y Matar, junto con bandas como Attaque 77, Barón Rojo, O'Connor y Horcas entre otros.